# Tucumánamazone
De tucumánamazone (Amazona tucumana) is een amazonepapegaai uit de familie Psittacidae (papegaaien van Afrika en de Nieuwe Wereld). De wetenschappelijke naam van de soort werd als Chrysotis tucumana in 1885 gepubliceerd door Jean Cabanis. Het is een door habitatverlies kwetsbaar geworden vogelsoort die voorkomt in Bolivia en Argentinië.

## Kenmerken
De vogel is 31 cm lang en overwegend groen gekleurd. De veren hebben smalle zwarte randen waardoor het verenkleed lijkt op schubben. Dit "schubbeneffect" ontbreekt op de onderstaartdekveren en op de vleugeldekveren. Voor op de kruin zit een rode vlek, rond het oog is de naakte huid wit. De handpennen zijn rood met een blauw uiteinde. De staartpennen zijn geelachtig en de snavel is bleekgeel, hoornkleurig.

## Verspreiding en leefgebied
Deze soort komt voor in zuidelijk Bolivia en Noordwest-Argentinië. De leefgebieden van deze vogel liggen in de Andes op hoogten tussen 1600 en 2600 meter boven zeeniveau in bepaalde bostypen met Alnus acuminata of Podocarpus parlatorei (elzen en een soort conifeer).

## Status
De grootte van de populatie werd in 2016 door BirdLife International geschat op 6 tot 15 duizend volwassen individuen. De populatie-aantallen namen af tot in de jaren 1980 door grootschalige vangst voor de kooivogelhandel. Na een officieel verbod op deze handel, verminderde deze praktijken. De vangst van vogels, zelfs in beschermde gebieden, is nog steeds een bedreiging, naast habitatverlies door ontbossing waarbij natuurlijk bos plaats maakt voor intensief agrarisch gebruikt land zoals begrazing door rundvee. Om deze redenen staat deze soort als kwetsbaar op de Rode Lijst van de IUCN.
Er gelden beperkingen voor de handel in deze papegaai, want de soort staat in de Bijlage I van het CITES-verdrag.